# Lepraria squamatica
Lepraria squamatica är en lavart som beskrevs av Elix. Lepraria squamatica ingår i släktet Lepraria och familjen Stereocaulaceae.   Inga underarter finns listade i Catalogue of Life.